# 韋恩河
50°1′41.7″N 9°43′35.9″E / 50.028250°N 9.726639°E
韋恩河（德語：Wern），是德國的河流，位於該國東南部，由巴伐利亞負責管轄，屬於美因河的右支流，河道全長70.9公里，流域面積601平方公里，發源自波彭豪森，河口處在美因河畔格明登。